# 拉尔迈乌帕齐拉
拉尔迈乌帕齐拉是孟加拉国吉大港专区库米拉县的乌帕齐拉，建立于2017年1月9日。